# Стале сільське господарство
Стале сільське господарство — це сільське господарство сталого розвитку, на основі розуміння екосистемних послуг, вивчення взаємозв'язків між організмами та їх середовищем. Це задоволення поточних продовольчих і текстильних потреб суспільства без шкоди для здатності майбутніх поколінь задовольняти власні потреби.
Це стратегічна методологічна структура, яка включає прибуток, захист довкілля, справедливість, охорону здоров'я, стійкий бізнес, екологічний підхід, сімейні традиції та акцент на сталому розвитку та екологічній циркулярній біоекономіці у сільському господарстві.
Стале сільське господарство визначається трьома інтегральними аспектами: економічним прибутком, екологічним управлінням та соціальною відповідальністю. Сталість зосереджується на бізнес-процесах і практиці ферми в цілому, а не на конкретному сільськогосподарському продукті. Інтегровані економічні, екологічні та соціальні принципи є принципом «потрійного результату».
На відміну від несталого підходу, де маржа прибутку є єдиним основним фактором у прийнятті рішень, стале сільське господарство також оцінює соціальні та екологічні наслідки своєї господарської діяльності, і приймає рішення задля сталого розвитку та збереження довкілля, суспільства та ґрунту.

## Історія терміна
Вважається, що вираз «стале сільське господарство» придумав австралійський учений-землероб Гордон МакКлімонт. Весу Джексону приписують першу публікацію виразу у його книзі 1980 року «New Roots for Agriculture». Термін став популярним наприкінці 1980-х років.
Визначення терміна є таким: «інтегрована система практик вирощування тварин і рослин, що мають застосування до конкретної ділянки і які будуть тривати протягом тривалого часу», наприклад, для задоволення потреб людини у харчових продуктах і волокнах, в цілях підвищення якості довкілля і основи природних ресурсів, від яких залежить сільськогосподарська економіка, найбільш ефективне використання невідновних і фермерських ресурсів, інтеграція природних біологічних циклів і контролів, підтримка економічної життєздатності сільськогосподарських виробництв, а також підвищення якості життя фермерів і суспільства в цілому.

## Ключові принципи
Існує кілька ключових принципів, пов'язаних зі сталістю сільського господарства:
1. Включення біологічних та екологічних процесів у сільськогосподарську практику. Наприклад, ці процеси можуть включати в себе кругообіг поживних речовин і фіксацію азоту, регенерацію ґрунтів, інтегрований захист рослин, органічні добрива, агролісомеліорацію та інші.
2. Використання зменшених обсягів невідновних та несталих ресурсів, особливо тих, які є екологічно шкідливими.
3. Використання досвіду фермерів для продуктивної роботи на землі, а також сприяння самозабезпеченості та самодостатності фермерів.
4. Вирішення проблем сільського господарства та природних ресурсів шляхом співпраці людей з різними навичками. Проблеми, що розглядаються, включають боротьбу з шкідниками та зрошення.

## Ключові практики
Стале сільське господарство зосереджується на задоволенні поточних продовольчих і текстильних потреб без шкоди здатності майбутніх поколінь робити те саме. Цей підхід наголошує на трьох цінностях – здоров’ї довкілля, економічній прибутковості та соціальній справедливості. Основні практики та технології включають:
- Ґрунтозахисне землеробство (No-till, Strip-till, Mini-till)
- Сівозміна
- Органічні добрива й органічне землеробство
- Сидерати та мульчування
- Інтелектуальна іригація та крапельне зрошування
- Інтегрований захист рослин
- Агролісомеліорація
- Біодобрива

## Сільське господарство та природні ресурси

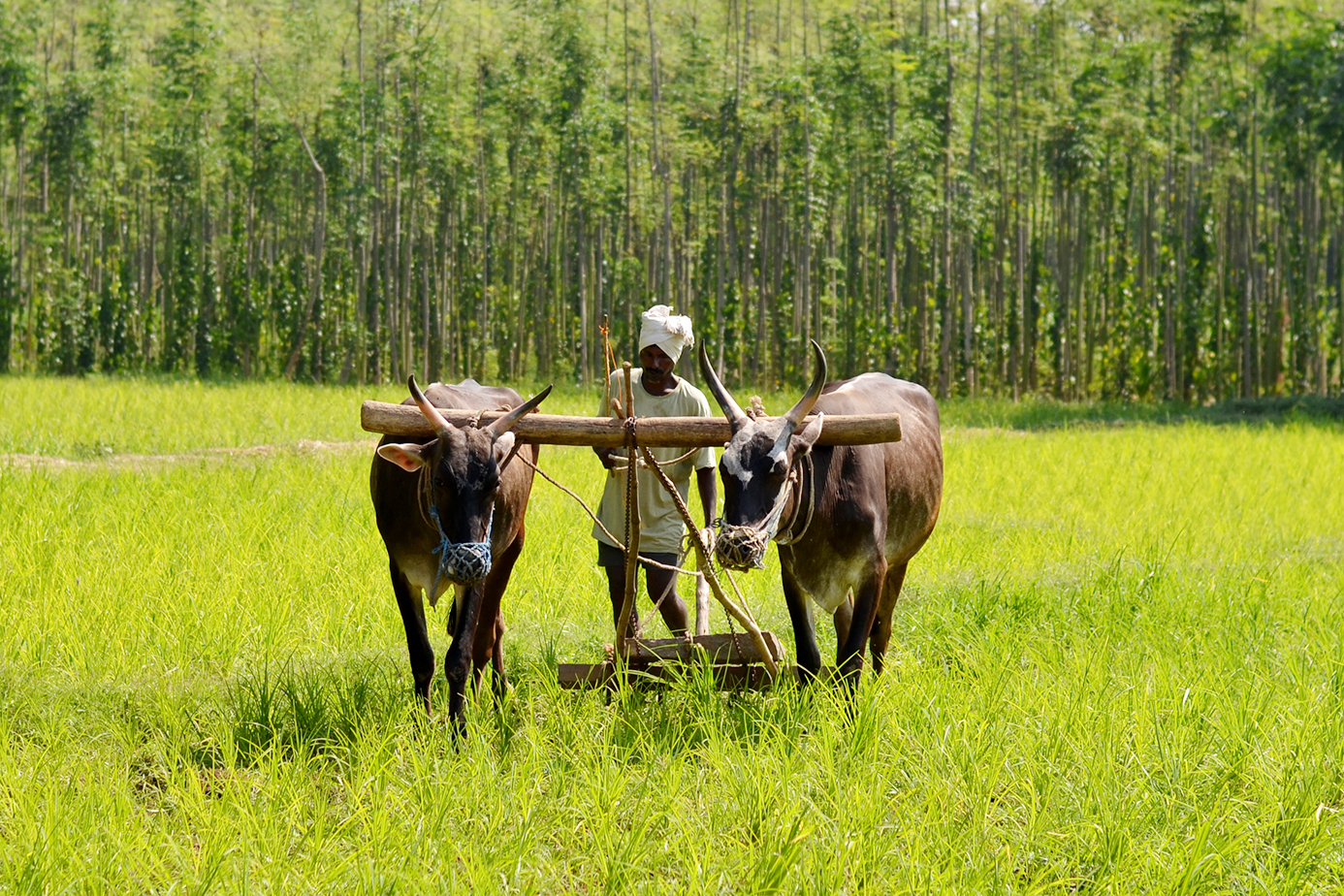
Традиційні методи землеробства мали низький рівень викидів вуглецю.

Стале сільське господарство можна розуміти як екосистемний підхід до сільського господарства. Практики, які можуть спричинити довгострокове пошкодження ґрунту, включають надмірну обробку ґрунту (що призводить до ерозії), надмірне використання хімічних речовин, що погіршують стан екосистем ґрунту (мікроорганізмів та мілких тварин) та зрошення без адекватного дренування (що призводить до засолення).
У Сполучених Штатах федеральне агентство, Служба охорони природних ресурсів США, спеціалізується на наданні технічної та фінансової допомоги тим, хто зацікавлений у збереженні природних ресурсів і виробництві сільського господарства як сумісних цілей.

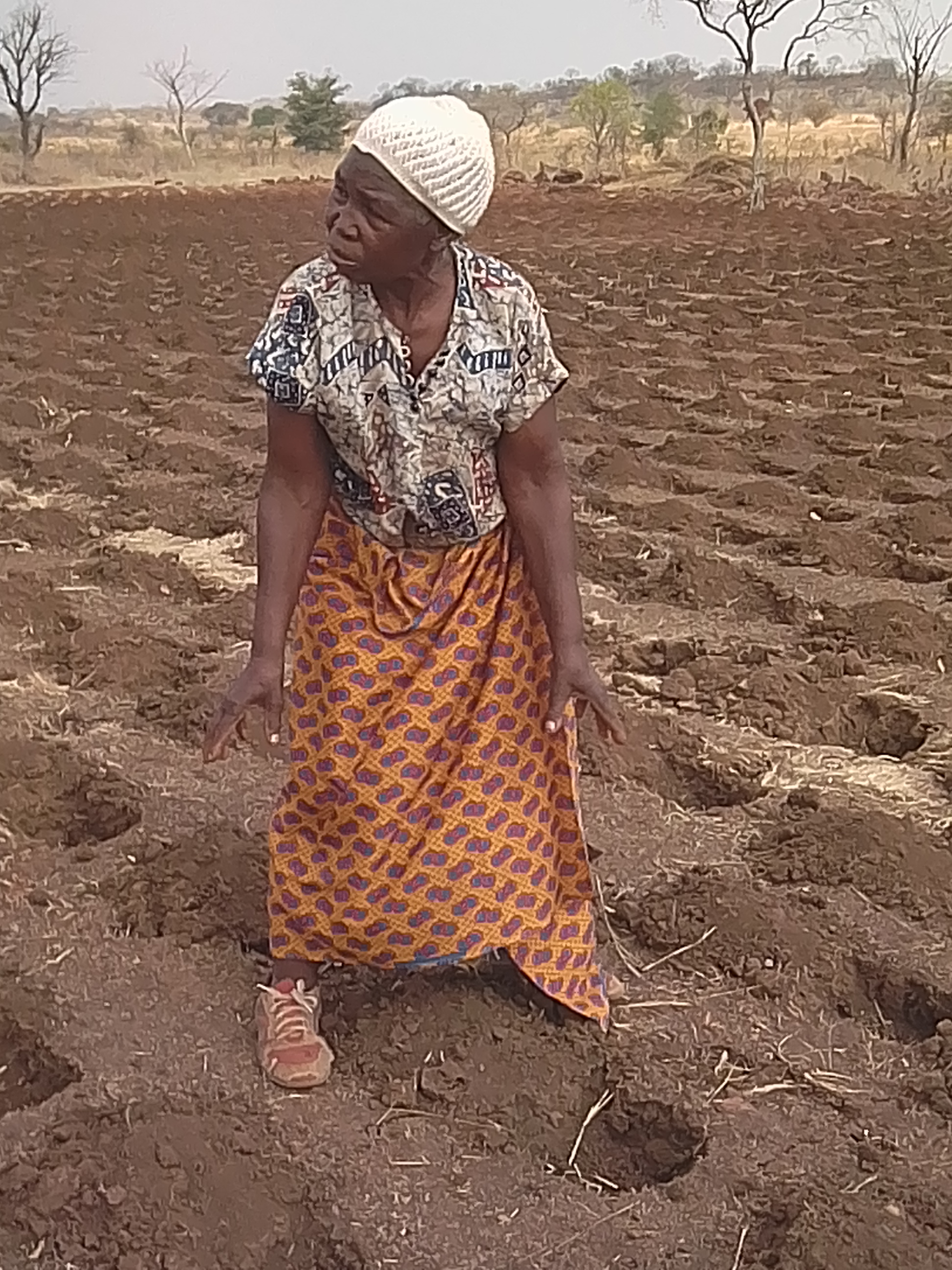
Консерваційне сільське господарство в Замбії

Хоча повітря і сонячні промені доступні всюди на Землі, посіви також залежать від поживних речовин у ґрунті та наявності води. Коли фермери вирощують і збирають врожаї, вони видаляють частину цих поживних речовин з ґрунту. Без поповнення, земля страждає від виснаження поживних речовин і стає або непридатною для використання, або страждає від знижених врожаїв. Стале сільське господарство залежить від поповнення ґрунту органічною речовиною при мінімізації використання невідновлюваних ресурсах, таких як природний газ (який використовується для перетворення атмосферного азоту в синтетичне добриво) або мінеральні руди (наприклад, фосфат).
Можливі джерела азоту, які, в принципі, будуть доступні нескінченно довго, включають:
1. утилізацію відходів сільськогосподарських культур та тваринництва або обробленого компосту відходів людини;
2. вирощування зернобобових культур і кормів, таких як арахіс культурний або люцерна посівна, які утворюють симбіози з азотфіксуючими бактеріями, що називаються ризобіями;
3. промислове виробництво азоту за процесом Габера — Боша використовує водень, який зараз отримується з природного газу (але цей водень замість цього може бути утворений електролізом води з використанням електрики (можливо, від сонячних елементів або вітряків));
4. генетична інженерія (не бобових) культур для формування азотфіксуючих симбіозів або фіксації азоту без мікробних симбіонтів.

Останній варіант був запропонований у 1970-х роках, але лише поступово стає можливим. Сталі варіанти заміни джерел внесення інших поживних речовин, таких як фосфор і калій, більш обмежені.
Більш реалістичними, і такими, на які часто не звертається увага, варіантами є довгострокові сівозміни, повернення до природних циклів, таких як щорічна обробка земель паводками (повернення втрачених поживних речовин протягом невизначеного терміну), таких як розливи Нілу, тривале використання біовугілля, і використання аборигенних сортів зернових і порід худоби, які адаптовані до менш ідеальних умов, таких як шкідники, посуха чи нестача поживних речовин. Культури, які вимагають високих рівнів поживних речовин у ґрунті, можуть бути вирощені більш стало з відповідними практиками управління добривами.

### Вода
У деяких районах планети достатньо опадів для зростання врожаю, але багато інших вимагають зрошення. Для того, щоб іригаційні системи були сталими, вони вимагають належного управління (щоб уникнути засолення) і не повинні використовувати більше води з свого джерела, ніж воно природно поповнюється. В іншому випадку джерело води фактично стає невідновлюваним ресурсом. Удосконалення технології буріння свердловин і заглибних насосів, у поєднанні з розвитком крапельного зрошення і розприскувачів низького тиску, дозволили регулярно досягати високих врожаїв у регіонах, де раніше успіх землеробства, залежного лише від опадів, був непрогнозованим. Однак цей прогрес мав свою ціну — у багатьох районах, таких як водоносний горизонт Огаллала, вода використовується швидше, ніж може поповнюватись.
Для створення систем посухостійкого землеробства навіть у «звичайні» роки із середньою кількістю опадів потрібно вживати заходів, як включають як політичні, так і управлінські дії, як-от:
1. поліпшення заходів з збереження та зберігання води;
2. створення стимулів для вибору сортів рослин, стійких до посухи;
3. використанням зрошувальних систем з пониженим обсягом витрат води;
4. управління посівами для зниження втрат води, і
5. не висадка посівів взагалі.

Показниками сталого розвитку водних ресурсів є:
- внутрішні поновлювані водні ресурси. Це середньорічний потік річок і підземних вод, що утворюються в результаті ендогенних опадів, після забезпечення відсутності подвійного обліку. Це максимальна кількість водних ресурсів, створених в межах країни. Його значення, яке виражається як середнє на щорічній основі, є інваріантним у часі (за винятком обґрунтованих змін клімату). Індикатор може бути виражений у трьох різних одиницях: в абсолютних значеннях (км³ / рік), в мм / рік (це показник вологості країни), і як функція від населення (м³ / особа на рік).[14]
- глобальні поновлювані водні ресурси. Це сума внутрішніх поновлюваних водних ресурсів і вхідного потоку походженням за межами країни. На відміну від внутрішніх ресурсів, ця величина може змінюватися в часі, якщо інфраструктурні проєкти вгору за течією зменшують доступність води на кордоні. Договори, що забезпечують певний потік, який буде зарезервовано від країн вище за течією до країн, що знаходяться нижче за течією, можуть бути враховані при розрахунку глобальних водних ресурсів обох країн.[14]
- коефіцієнт залежності. Це частка глобальних поновлюваних водних ресурсів походженням за межами країни, виражена у відсотках. Він є виразом рівня, до якого водні ресурси країни залежать від сусідніх країн.[14]
- вилучення води. Враховуючи вищезазначені обмеження, як вимір використання води країною систематично може бути розрахована тільки сума валового вилучення води. Абсолютне або індивідуальне значення щорічного вилучення води дає оцінку важливості води в економіці країни. Виражене у відсотках водних ресурсів, воно показує ступінь тиску на водні ресурси. Груба оцінка показує, що якщо вилучення води перевищує чверть глобальних поновлюваних водних ресурсів країни, воду можна вважати обмежуючим фактором для розвитку і, відповідно, тиск на водні ресурси може вплинути на всі сектори, від сільського господарства до довкілля та рибного господарства.[14]

### Ґрунти

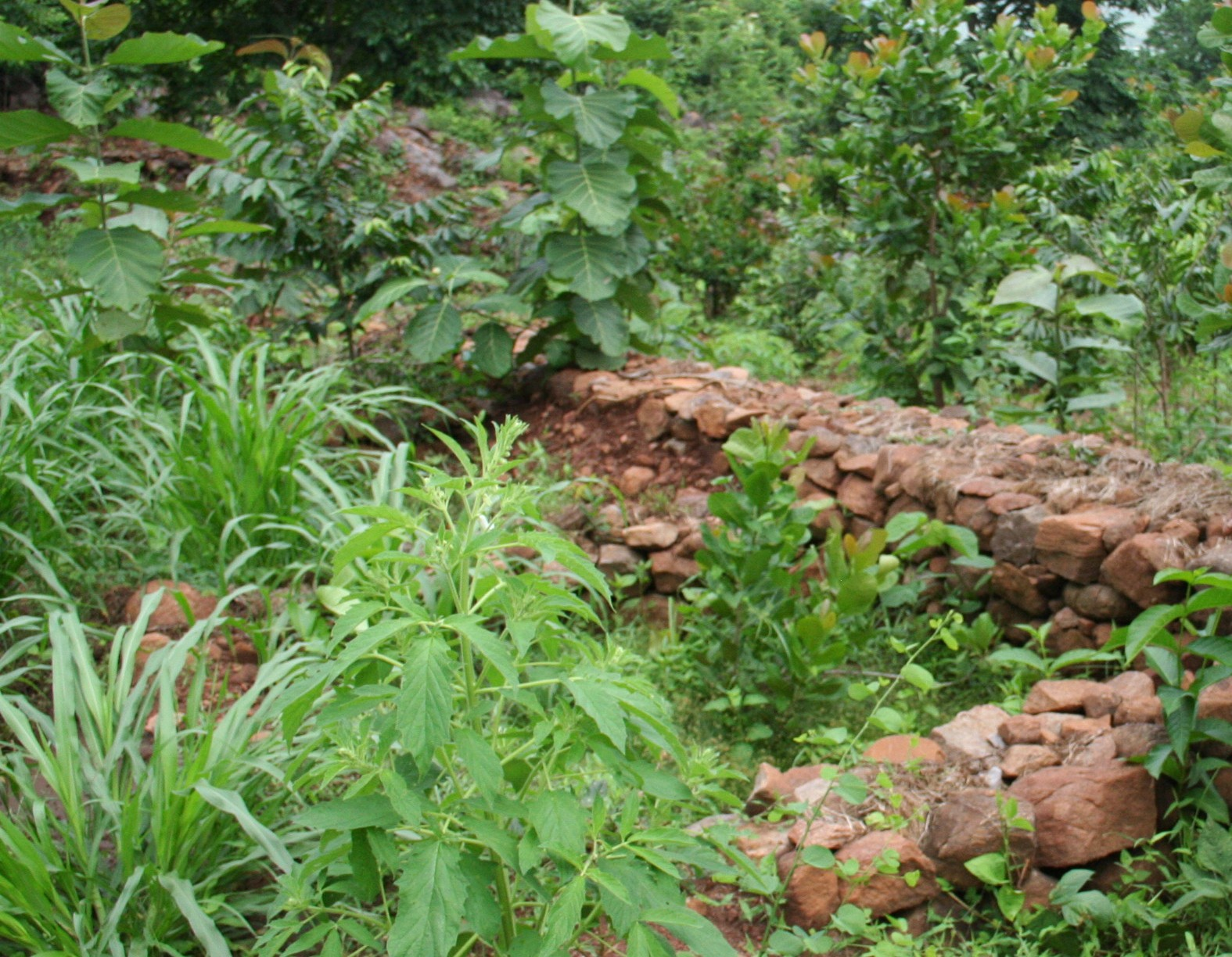
Мури побудовані, щоб уникнути стікання води

Ерозія ґрунтів швидко стає однією з серйозних проблем у світі. Підраховано, що «щорічно еродує понад тисячу мільйонів тонн ґрунту південної Африки. Експерти прогнозують, що врожайність сільськогосподарських культур скоротиться вдвічі протягом тридцяти-п'ятдесяти років, якщо ерозія триватиме в нинішніх показниках.» Ерозія ґрунтів відбувається у всьому світі. Це явище називається піковим ґрунтом, оскільки нинішні великомасштабні техніки землеробства ставлять під загрозу здатність людства вирощувати продукти харчування в сьогоденні та в майбутньому. Без зусиль, спрямованих на поліпшення практики управління ґрунтом, доступність орних земель ставатиме все більш проблематичною. Інтенсивне сільське господарство знижує рівень вуглецю в ґрунті, погіршує структуру ґрунту, зростання врожаю та функціонування екосистем і прискорює зміну клімату.
Методи сталого поводження з ґрунтами включають систему нульового обробітку землі, агролісомеліорацію та лісосмуги для зменшення вітрової ерозії, повернення органічних речовин, що містять вуглець, назад у поля, зменшення хімічних добрив, сівозміни та суміщення культур, сидерати, арбускулярні мікоризи та біодобрива, і захист ґрунту від потоків води, що його розмивають.

### Фосфати
Фосфат є основним компонентом хімічних добрив. Він є другим за значенням поживним речовиною для рослин після азоту і часто є обмежуючим фактором. Фосфор важливий для сталого сільського господарства, оскільки може підвищити родючість ґрунту та врожайність. Фосфор бере участь у всіх основних метаболічних процесах, включаючи фотосинтез, передачу енергії, трансдукцію сигналу, біосинтез макромолекули і дихання. Він необхідний для розгалуження коріння і міцності і формування насіння, і може підвищити стійкість до хвороб.
Фосфор перебуває в ґрунтах як в неорганічних, так і в органічних формах і становить приблизно 0,05 % біомаси ґрунту. Однак тільки 0,1 % присутнього фосфору можуть поглинатися рослинами. Це пов'язано з низькою розчинністю і високою реакційною здатністю фосфору з елементами в ґрунті, такими як алюміній, кальцій і залізо, що призводить до фіксування фосфору. Тривале використання фосфатмістких хімічних добрив викликає евтрофікацію і виснажує родючість ґрунтів, тому люди звертаються до інших джерел.
Альтернативою є фосфат, природне джерело якого вже є в деяких ґрунтах. Наприклад, у Індії поклади у майже 260 мільйонів тонн фосфоритів. Тим НЕ менше, фосфорити є невідновлюваним ресурсом, і в даний час виснажуються видобутком для сільськогосподарського використання: Запаси, як очікується, будуть вичерпані за 50-100 років; пік фосфору відбудеться приблизно в 2030 році. Очікується, що це призведе до збільшення цін на продукти харчування, оскільки збільшиться вартість фосфорних добрив.
Способом зробити фосфати у ґрунті більш ефективними і довшими у дії вважається додання мікробних інокулянтів, таких як фосфат-розчинні мікроорганізми (ФРМ). Їх джерелом є компост або утилізація відходів людини і тварин. До ґрунту можуть додаватися і специфічні ФРМ. Вони розчиняють фосфор, вже наявний в ґрунті, і використовують такі процеси, як виробництво органічних кислот і іонообмінні реакції, щоб зробити цей фосфор доступним для рослин. Коли ці ФРМ присутні, спостерігається збільшення росту врожаю, зокрема, з точки зору висоти пагонів, сухої біомаси та врожаю зерна.
Засвоєння фосфору є ще більш ефективним за наявності мікоризів у ґрунті. Мікориза — це тип взаємного симбіотичного зв'язку у ґрунті між рослинами та грибами, які добре підготовлені для поглинання поживних речовин, у тому числі фосфору. Ці гриби можуть збільшити поглинання поживних речовин у ґрунті, де фосфор був зафіксований алюмінієм, кальцієм і залізом. Мікоризи можуть також вивільняти органічні кислоти, які розчиняють інакше недоступний фосфор.

### Земля
Зі зростанням населення у світі та збільшенням попиту на їжу спостерігається тиск на земельні ресурси. При плануванні та управлінні землекористуванням, враховуючи вплив змін у землекористуванні на такі фактори, як ерозія ґрунтів, можна підтримувати довгострокову сільськогосподарську стійкість, як показало дослідження Ваді Зіклаб, сухого району на Близькому Сході, де фермери пасуть худобу та ростуть оливки, овочі та зерно.
При аналізі подій 20-го століття можна побачити, що для людей, які перебувають у бідності, дотримання екологічно безпечних методів землекористування не завжди було життєздатним варіантом через багато складних та складних життєвих обставин. Сучасне посилення деградації земель у країнах, що розвиваються, може бути пов'язане з бідністю серед сільських фермерів, коли вони змушені вживати шкідливу для сталого довкілля сільськогосподарську практику з необхідності.
Земля є кінцевим ресурсом на Землі. І хоча розширення сільськогосподарських земель може зменшити біорізноманіття і сприяти вирубці, картина є складною; наприклад, дослідження, що вивчало ввезення овець від норвезьких поселенців (вікінгів) на Фарерські острови Північної Атлантики, дозволило зробити висновок про те, що згодом розбиття на маленькі земельні ділянки сприяло більшій ерозії та деградації ґрунту, ніж сам випас.
Продовольча та сільськогосподарська організація ООН оцінює, що в найближчі десятиліття сільськогосподарські землі будуть продовжувати втрачатися внаслідок промислового та міського розвитку, так само як осушення водно-болотних угідь, а також перетворення необхідного лісу на сільськогосподарські землі, що призведе до втрати біорізноманіття та підвищення ерозії. Багато інструментів будуть покликані компенсувати ці прогнози. В Європі одним з таких інструментів є система геопросторових даних, яка називається SoilConsWeb яка розробляється з метою забезпечення прийняття рішень щодо збереження ґрунту в сільськогосподарських секторах та інших сферах землеустрою.

### Енергія
Енергія використовується по всьому продуктовому ланцюжку від ферми до виделки. У промисловому сільському господарстві енергія використовується в механізації на фермах, процесах переробки, зберігання та транспортування продуктів харчування. Тому було встановлено, що ціни на енергоносії тісно пов'язані з цінами на продукти харчування. Нафта також використовується як вхідна речовина у виробництві сільськогосподарських хімікатів. Міжнародне енергетичне агентство прогнозує підвищення цін на невідновлювані джерела енергії внаслідок виснаження ресурсів викопного палива. Це може знизити глобальну продовольчу безпеку, якщо не будуть вжиті заходи для «відокремлення» енергії викопного палива від виробництва продуктів харчування, а також переходу до «енерго-розумних» сільськогосподарських систем, включаючи відновлювану енергію.
Енергія, яку Сонце постачає до Землі, в 10 тисяч разів перевищує кількість, яку зараз використовують люди. Широко використовуваним методами застосування сонячної енергії в сталому сільському господарстві є використання сонячних панелей для зрошення, контролю клімату в теплицях, живлення обладнання, сушіння, опріснення та охолодження, тощо.
Сонячне тепло може використовуватися в багатьох видах сільського господарства, таких як сушіння сільськогосподарських культур; там, де культура і зерно залишаються на полі для висихання. Інше застосування сонячної енергії передбачає нагрівання води; головним чином для тваринництва. Використання зрошення на сонячній енергії в Пакистані стало визнаним провідним прикладом використання енергії при створенні закритої системи зрошення води в сільськогосподарській діяльності.

## Економіка
Соціально-економічні аспекти сталості також зрозумілі частково. В частині менш концентрованого землеробства найбільш відомим аналізом є дослідження Роберта Неттінга про системи дрібних власників протягом історії.
Враховуючи кінцеву кількість природних ресурсів для будь-якої конкретної вартості та розташування, сільське господарство, яке є неефективним або завдає шкоди необхідним ресурсам, може зрештою вичерпати наявні ресурси або здатність їх собі дозволити і придбати. Воно також може викликати негативні зовнішні ефекти, такі як забруднення, а також фінансові та виробничі втрати. Є кілька досліджень, які враховують ці негативні зовнішні ефекти в економічному аналізі екосистемних послуг, біорізноманіття, деградації земель і сталого землекористування. До них належать дослідження «The Economics of Ecosystems and Biodiversity» під керівництвом Павана Сухдева та ініціатива «Economics of Land Degradation Initiative», яка спрямована на створення аналізу економічних вигод практики сталого землекористування та сталого сільського господарства.
Спосіб продажу сільськогосподарських культур повинен враховуватися в рівнянні стійкості. Їжа, що продається на місцевому рівні, не вимагає додаткової енергії для транспортування (включаючи споживачів). Їжа, яка продається у віддаленому місці, будь-то на фермерському ринку чи в супермаркеті, включає різні витрати на енергію для матеріалів, праці та транспорту.
Стале сільське господарство приводить до багатьох локальних переваг. Маючи можливості продавати продукцію безпосередньо споживачам, а не за оптовими або товарними цінами, фермери можуть отримувати оптимальний прибуток.
Структури потрійної основи (поряд з фінансовими, включають соціальні та екологічні аспекти) показують, що стала компанія може бути технологічно та економічно життєздатною. Щоб це відбулося, зростання споживання матеріалу та населення має бути уповільненим, і має відбутися різке підвищення ефективності використання матеріалів та енергії. Для того, щоб відбувся перехід, довго- та короткострокові цілі повинні бути збалансовані, підвищуючи справедливість та якість життя.

## Методи

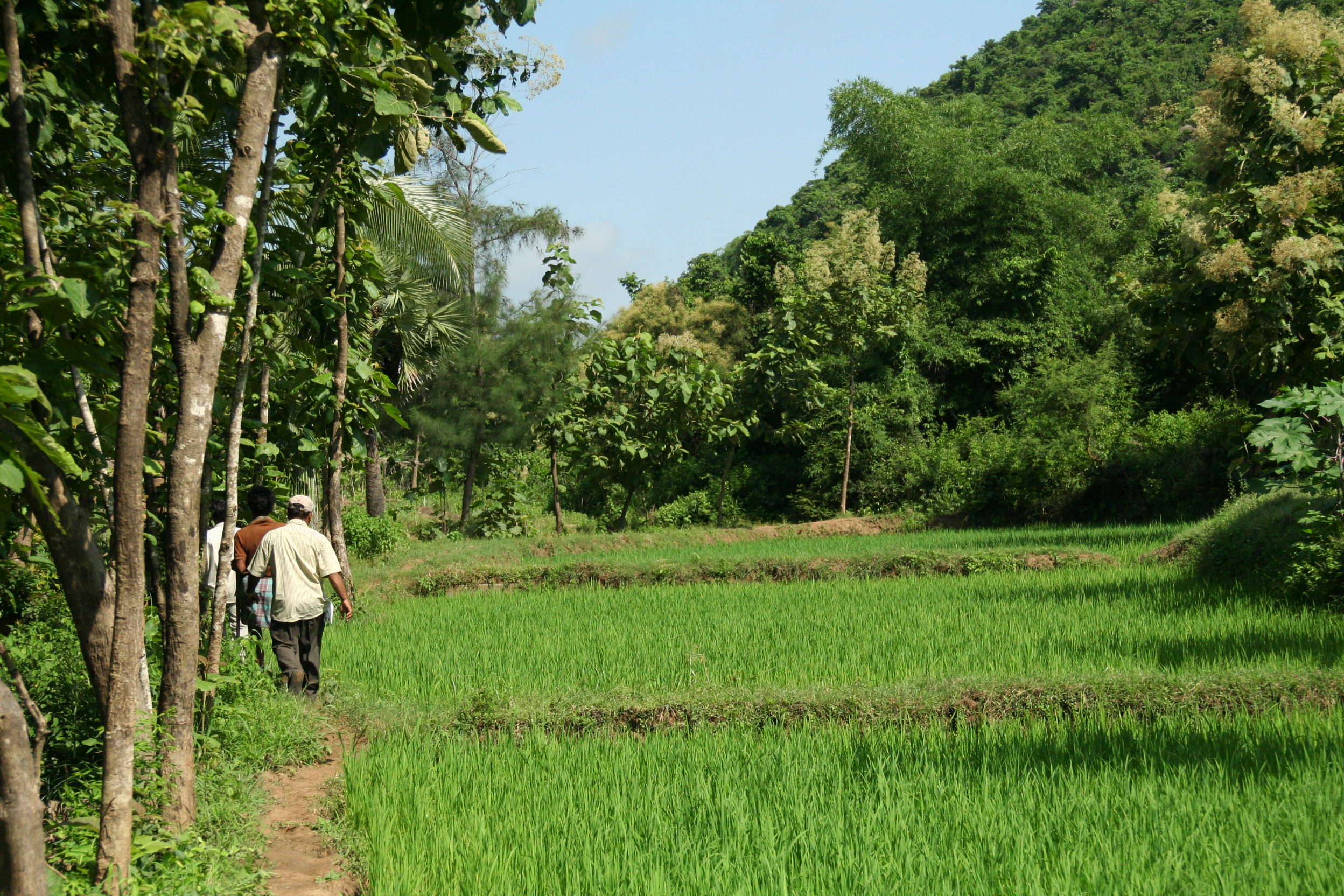
Полікультура в Андхра-Прадеш

Дві з багатьох можливих практик сталого сільського господарства — це сівозміна та покращення родючості ґрунтів, які розроблені для того, щоб рослини, що культивуються, могли отримати необхідні поживні речовини для здорового зростання. Покращення ґрунтів включає використання органічних добрив, як-от місцевого компосту, від центрів утилізації відходів. Ці центри переробки відходів допомагають виробляти компост, необхідний для місцевих органічних ферм.
Використання локальної переробки громадами дворових та кухонних відходів використовує загальнодоступні ресурси місцевого значення. Ці ресурси, що в минулому викидали у великі місця захоронення відходів, тепер використовуються для виробництва дешевого органічного компосту для органічного землеробства.
Інші практики передбачають вирощування декількох багаторічних культур на одному полі (суміщення культур та супутнє садіння), кожна з яких буде рости в окремий сезон, щоб не конкурувати між собою за природні ресурси. Ця система призводить до підвищення стійкості до хвороб і зниження ефекту ерозії і втрати поживних речовин у ґрунті. Фіксація азоту з бобових, наприклад, яка використовується разом з рослинами, які покладаються на нітрати з ґрунту для росту, допомагає щорічно використовувати землю. Бобові будуть рости протягом сезону і поповнювати ґрунт амонієм і нітратом, а в наступному сезоні інші рослини можуть бути посіяні і вирощені в полі при підготовці до збору врожаю.

Ротаційні пасовища з пасовищами розділені на загони

Монокультура, метод вирощування тільки однієї культури на ділянці протягом кількох років, є прикладом нестійкої практики. Використання органічних добрив в поєднанні з сівозмінами чи суміщенням культур і супутнє садінням покращує родючість ґрунту і знижує проблеми хвороб або шкідників. Такі способи можуть також підтримувати сталу боротьбу з бур'янами тим, що знижується розвиток стійких до гербіцидів бур'янів. Системи культивування, що включають різноманітні культури (полікультура та / або сівозміна), можуть поповнювати азот (якщо включені бобові культури), а також більш ефективно використовувати такі ресурси, як сонячне світло, вода або поживні речовини (Field Crops Res. 34: 239).
Заміна природної екосистеми на кілька спеціально вибраних сортів рослин знижує генетичне різноманіття, яке виявляється в дикій природі, і робить організми схильними до поширених захворювань. Великий ірландський голод (1845—1849) є відомим прикладом небезпеки монокультури.
На практиці не існує єдиного підходу до сталого сільського господарства, оскільки конкретні цілі та методи повинні бути адаптовані до кожного окремого випадку. Можливо, існують певні методики ведення сільського господарства, які за своєю суттю суперечать концепції сталості, але є поширене і нерозуміння щодо наслідків деяких практик. Сьогодні зростання ринків місцевих фермерів пропонує малим фермерським господарствам можливість продавати продукцію, яку вони виростили в містах, з яких вони отримали перероблений компост. Це допоможе усунути людей від методів підсічно-вогневої системи землеробства, яка є характерною рисою перелогової системи землеробства. Їх часто наводять як приклад за своєю суттю руйнівного вирощування, однак підсічно-вогневе землеробство практикується в Амазонії щонайменше 6000 років. Серйозне зникнення лісів не почалися аж до 1970-х років, в основному в результаті бразильських урядових програм і політики вирубки лісів.
Існує також багато способів практикувати стале тваринництво. Деякі з ключових інструментів управління пасовищами включають поділ шляхом огороджування пасовищної зони на менші площі, що називаються загонами, зниження щільності стад і часті переміщення стад між загонами.

### Стала інтенсифікація
Збільшення виробництва продуктів харчування сприяє позитивному впливу на природні та соціальні інвестиції і одночасно є перспективою сталого сільського господарства. Стала інтенсифікація охоплює специфічні методики сільського господарства, які збільшують виробництво і в той же час допомагають поліпшити екологічні наслідки. Бажані результати господарства досягаються без необхідності обробки більшої кількості землі або знищення природного середовища; підвищення продуктивності системи відбувається без чистої екологічної вартості. Стабільна інтенсифікація останнім часом стала пріоритетом для Організації Об'єднаних Націй; метою є створення взаємозв'язку між сільським господарством і ландшафтом. Стала інтенсифікація відрізняється від попередніх інтенсифікаційних методологій, надаючи особливе значення більш широким екологічним і соціальним результатам. Концепція сталої інтенсифікації набирає обертів у господарствах земної кулі: до 2018 року передбачалося, що в 100 країнах 163 мільйони фермерських господарств затвердила поріг заміни сільського господарства на заміну через використання концепцій СІ. Обсяг земель сільськогосподарського призначення — 453 млн га землі. Ця кількість землі дорівнює 29 % ферм у всьому світі. З огляду на занепокоєння з приводу продовольчої безпеки, зростання людського населення та зменшення кількості землі, придатної для сільського господарства, для підтримки високих врожаїв сільськогосподарських культур, зберігаючи здоров'я ґрунтів та екосистемні послуги, необхідні стійкі інтенсивні сільськогосподарські практики. Здатність екосистемних послуг бути достатньо сильними, щоб дозволити скоротити використання синтетичних, не відновлюваних ресурсів, зберігаючи або навіть підвищуючи врожайність, була предметом широких дискусій. Нещодавня робота у системі виробництва зрошуваних рисових культур в Східній Азії свідчить про те, що — принаймні, щодо боротьби з шкідниками — сприяння екосистемному обслуговуванню біологічного контролю з використанням нектарів дозволяє знизити потребу в інсектицидах на 70 %, забезпечуючи при цьому дохід 5 % Перевага порівняно зі стандартною практикою.

### Обробка ґрунту

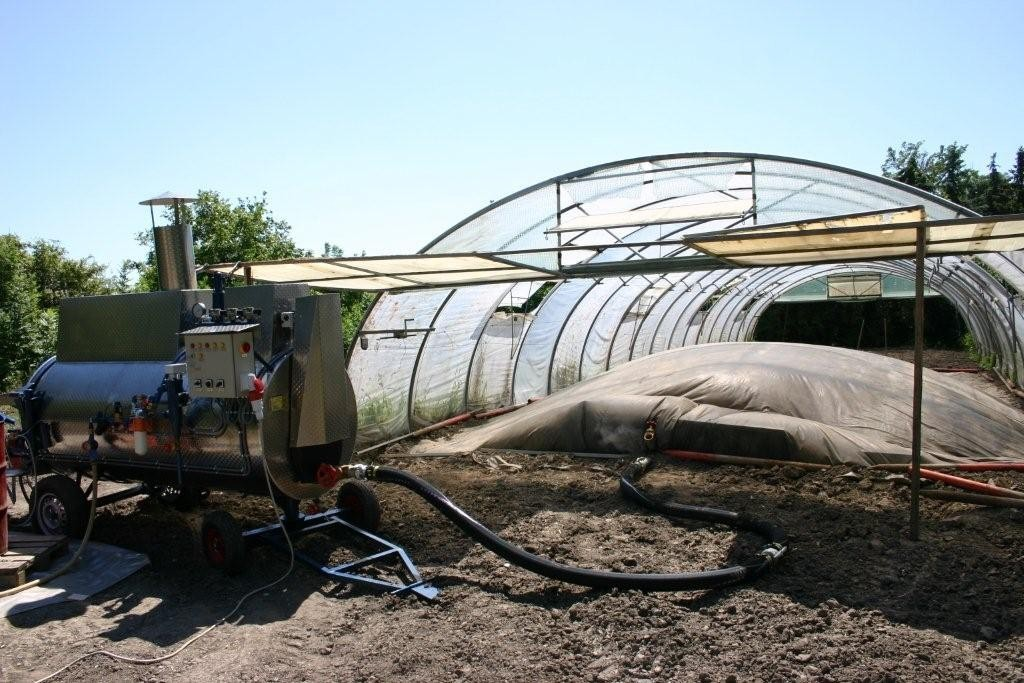
Пропарювання землі на листах з використанням парового котла MSD/moeschle (ліва сторона)

Пропарювання ґрунту можна використовувати як екологічну альтернативу хімічним засобам для стерилізації ґрунту. Доступні різні методи для індукування пари в ґрунт, щоб убити шкідників і підвищити здоров'я ґрунту.
Соляризація заснована на тому ж принципі, що використовує підвищення температури ґрунту для знищення патогенів і шкідників.
Деякі культури діють як природні біофуміганти, що вивільняють сполуки, які пригнічують шкідників. Найбільш відомі цим ефектом гірчиця, редис та інші рослини родини brassica. Існують сорти гірчиці, які виявилися майже такими ж ефективними, як синтетичні фуміганти, з аналогічною або меншою вартістю.

## Впливи поза фермою
Ферма, яка здатна «виробляти постійно», але має негативний вплив на якість довкілля в інших аспектах, не є стійким сільським господарством. Прикладом, коли потрібен глобальний погляд, може бути надмірне застосування синтетичних добрив або гною тварин, що підвищує продуктивність господарства, але може забруднити навколишні річки та прибережні води (евтрофікація). Інша крайність також може бути небажаною, оскільки проблема низької врожайності внаслідок вичерпання поживних речовин у ґрунті була пов'язана з руйнуванням тропічних лісів, як у випадку скошування та спалювання для годування худоби. У Азії спеціальна земля для сталого сільського господарства становлять близько 12,5 акрів, що включає землю для кормів для тварин, землі для виробництва зернових культур для деяких товарних культур і навіть утилізацію відповідних продовольчих культур. У деяких випадках навіть невелика одиниця аквакультури також включена до цього числа (AARI-1996).
Стійкість впливає на загальне виробництво, яке повинно збільшитися, щоб задовольнити зростаючі потреби в продуктах харчування та волокнах, оскільки людське населення світу збільшиться до прогнозованих 9,8 мільярдів людей у 2050 році. Збільшення виробництва може відбуватися через створення нових сільськогосподарських угідь, які можуть зменшити викиди двоокису вуглецю, якщо це буде зроблено шляхом рекультивації пустелі, як в Ізраїлі та Палестині, або може погіршити викиди, якщо це буде зроблено через косий різання, як у Бразилії.

## Побічні ефекти і зовнішні ефекти
Немає великої кількості даних про екологічні та медичні втрати, спричинені впливом сільського господарства на інші сегменти; одним з таких прикладів є зловживання природними ресурсами. Ці небажані результати позначають як зовнішні, адже такі втрати не є ринковими, а отже не є частиною ринкових цін. У секторі сільського господарства ці зовнішні фактори мають чотири аспекти: вартість їх не враховується стороною, яка допускає порушення (оскільки ринок їх за це не карає); вони відбуваються протягом тривалого часу; негативно впливають на сприйнятливі популяції з малою або ніякою політичною силою чи владою; джерело зовнішнього фактора не завжди чітко визначають. Ця відсутність чіткого інформаційного потоку означає, що економічна вартість зовнішніх факторів в сільськогосподарській галузі є питанням суперечки. У результаті цього сучасне сільське господарство сприяло посиленню екологічних та медичних проблем. Документовані випадки цих питань у таких країнах, як Еквадор, Китай, Німеччина, Філіппіни, Велика Британія, а також США. Ці події змусили країни розуміти, що таке найкращі та ефективні системи сільського господарства. Зовнішні ефекти від використання пестицидів у Китаї становлять 1,4 мільярда доларів витрат на рік через збільшення потреби в медичних послугах для населення в цілому; крім того, є негативний вплив на біорізноманіття. Інший приклад — у Еквадорі, де 21 особа з 100 тисяч помирає через використання пестицидів. Всі плани сільськогосподарського виробництва мають екологічні втрати на певному базовому рівні, і їх порівняння може бути використано для виведення методів, які є сталими, і тих, які не є. Таким чином, сільськогосподарська сталість залежить від розміру території та стандартів цього конкретного місця; для ефективного функціонування сільського господарства необхідно запровадити ефективну базову лінію. Процес сільського господарства може бути сталим, якщо зовнішні ефекти низькі; однак, це визначення не охоплює всі значення в процедурі і потенційний ефект, який ці значення можуть мати на наявні ресурси.

## Антропогенні зміни
Оскільки Земля переходить до антропоцену — епохи, яка характеризується впливами людини, такими як зміна клімату, сільське господарство та розвиток сільського господарства, знаходяться під загрозою. Сільське господарство одночасно веде до величезних обсягів глобальних змін довкілля, а також піддається впливу цих глобальних змін. Крім того, якщо зростання людської популяції не може бути уповільненим (наприклад, при кращому забезпеченні планування сім'ї), буде потрібно значне збільшення виробництва продуктів харчування. Це ускладнюється тим, що Земля зазнає зростаючих обсягів екологічних ризиків. Стале сільське господарство є потенційним рішенням, що дозволяє сільськогосподарським системам годувати зростаюче населення, одночасно успішно працюючи в умовах зміни довкілля.

## Соціальні

### Розвиток
У 2007 році Організація Об'єднаних Націй випустила звіт про «Органічне сільське господарство та продовольчу безпеку», який зазначає, що органічне та стале сільське господарство може бути використане як інструмент для досягнення глобальної продовольчої безпеки без розширення використання землі та зі зменшенням впливу на довкілля. Іншим способом визначення сталого сільського господарства є приділення уваги «людським та екологічним аспектам». Під час Великої депресії у США багато сільськогосподарських сімей жили в нелюдських і голодних умовах і ставилися до «стійкості як рівняння витрати ресурсів і отримання продукції». Хоча умови покращилися, сільське господарство мало що змінило. З початку 2000-х років у країнах, що розвиваються, з'явилися докази, які свідчать про те, що, коли люди в їхніх громадах не враховуються у сільськогосподарському процесі, виникає серйозна шкода. Хоча глобальна продовольча безпека, швидше за все, не буде різко знижуватися, ці практики вплинуть на місцеві сільські фермерські громади, що зробить їх нездатними прогодувати себе та свої сім'ї. Соціолог Карл Келлог заявив, що «в кінцевому результаті, експлуатовані люди передають свої страждання землі». Цей поворот до менш сталого землеробства спостерігається для багатьох людей. Бо якщо щось є стійким, воно має бути таким у всіх його аспектах, а не тільки в урожайності або здоров'ї ґрунту. Наприклад, воно спостерігається в країні, що розвивається, Бангладеш, де сільських фермерські громади голодували через їх нестійкі методи землеробства. Стале сільське господарство означає здатність постійно «годувати свої складові населення».
Існує багато можливостей, які можуть збільшити прибуток фермерів, покращити громади і продовжити сталу практику. Наприклад, в Уганді генетично модифіковані організми (ГМО) спочатку були незаконними, однак, у стресових обставинах, коли банановий бактеріоз має потенціал знищити 90 % врожаю, вони вирішили вивчити ГМО як можливе рішення. Таким чином, внаслідок кризи бананів в Уганді, спричиненої банановим бактеріозом, уряд видав Національний біотехнологічний і біобезпечний законопроєкт, який дозволить вченим, які є частиною Національної програми дослідження бананів, почати експериментувати з генетично модифікованими організмами. Ці зусилля мають потенціал допомогти місцевим громадам, оскільки значна частина живуть від їжі, яку вони вирощують, і вона збереже їх економіку, оскільки їх основні джерела продукції залишаться стабільними.

### Жінки
Жінки у сталому сільському господарстві мають різне походження, академічні та трудові навички. Взаємозв'язок довкілля, державної політики, поведінки людей, фінансів, а також землі в цілому — всі аспекти стійкості, які жінки в цій сфері визнають важливими для годування світу.
За 1978—2007 рр. у Сполучених Штатах кількість фермерів-жінок зросла втричі. Сьогодні жінки працюють на 14 % ферм, у порівнянні з п'ятьма відсотками в 1978 році. Значна частина росту пояснюється тим, що сільське господарство жінок не входить до сфери традиційного сільського господарства, де домінують чоловіки. У сільському господарстві, що підтримується громадою, жінки становлять 40 % фермерських господарств і 21 % органічних фермерів. Зі зміною законів про право власності на землю за минуле століття жінкам тепер дозволяється мати таку ж свободу власності на землю, яку мають чоловіки.

## Міжнародна політика
Стабільне сільське господарство стало предметом інтересу в міжнародній політичній арені, особливо з огляду на її потенціал для зменшення ризиків, пов'язаних із зміною клімату та зростаючого населення.
Комісія з питань сталого сільського господарства та зміни клімату, в рамках своїх рекомендацій для політиків щодо досягнення продовольчої безпеки в умовах зміни клімату, закликала до того, щоб стале сільське господарство було інтегровано в національну та міжнародну політику. Комісія підкреслила, що збільшення мінливості погоди та кліматичних потрясінь негативно вплине на врожайність сільськогосподарських виробників, що вимагає раннього вжиття заходів для зміни змін у системах сільськогосподарського виробництва з метою підвищення стійкості. Вона також закликала до різкого збільшення інвестицій у стале сільське господарство протягом наступного десятиліття, включаючи національні бюджети досліджень і розробок, реабілітацію земель, економічні стимули та покращення інфраструктури.

### Етика політики стійкості
Більшість фахівців у галузі сільського господарства погоджуються з тим, що існує «моральний обов'язок переслідувати [ціль] стійкості». Основна дискусія в тому, яка система забезпечить шлях до цієї мети. Тому що, якщо нестійкий метод застосовується у великих масштабах, це матиме масовий негативний вплив на довкілля та людську популяцію. Найкращий спосіб створити політику для сільського господарства — бути вільним від будь-яких упереджень. Хороший огляд буде зроблено з урахуванням «практичної мудрості», чесноти, визначеної Аристотелем, який відрізняє практичну мудрість від наукових знань, що випливає з етики Нікомаха. Наука про сільське господарство називається «агрономія», а корінь цього слова відноситься до наукового права. Практична мудрість вимагає визнання минулих невдач у сільському господарстві для кращого досягнення більш стійкої системи сільського господарства.

## Міське планування
Використання наявного міського простору (наприклад, сади на даху, громадські сади, спільне використання садів та інших форм міського сільського господарства) для кооперативного виробництва продуктів харчування може бути здатним сприяти сталому розвитку. Недавньою ідеєю (2014) є створення великих, міських, технічних споруд для вертикального землеробства. До потенційних переваг можна віднести цілорічне виробництво, ізоляцію від шкідників і хвороб, контрольовану утилізацію ресурсів і зниження транспортних витрат.
Зростаючі загрози зміни клімату вплинули на те, що міста та державні посадовці більш активно мислять про те, як вони можуть ефективно надавати послуги та продукти харчування. Екологічних витрат на транспортування можна уникнути, якщо люди повернуть свій зв'язок зі свіжими продуктами. Це викликає питання щодо протиставлення надлишкових екологічних витрат, пов'язаних з місцевим землеробством, і більш масштабних операцій, які забезпечують продовольчу безпеку в усьому світі.

## Ключові дебати
Існує кілька ключових дебатів, що стосуються розвитку сталого сільського господарства:

### Екоцентричний підхід vs. техноцентричний підхід
Основна дискусія про те, як можна досягти сталого сільського господарства, полягає в двох різних підходах: екоцентричному підході та техноцентричному підході.
Екоцентричний підхід підкреслює нерозвиненість або низький рівень людського розвитку, і зосереджується на органічних і біодинамічних методах землеробства з метою зміни структури споживання і розподілу ресурсів і використання.
Техноцентричний підхід стверджує, що сталість довкілля може бути досягнута за допомогою різних стратегій: від того, що така модифікація промислової системи як системи землеробства, орієнтована на збереження, повинна здійснюватися під керівництвом держави, до аргументу, що біотехнологія є найкращим способом задоволення зростаючого попиту на продукти харчування.

### Багатофункціональне сільське господарство vs. екосистемні послуги
Існують різні наукові спільноти, які розглядають тему сталого сільського господарства через дві окремі лінзи:
- багатофункціональне сільське господарство (БСГ);
- та екосистемні послуги (ЕП).

Хоча обидві ці рамки подібні, вони розглядають функцію сільського господарства в різному світлі.
Ті, що використовують багатофункціональну філософію сільського господарства, зосереджуються на підходах, орієнтованих на ферму, і визначають функцію як продукти сільськогосподарської діяльності. Центральним аргументом БСГ є те, що сільське господарство має інші функції, окрім виробництва продуктів харчування та тканин, і тому сільське господарство є багатофункціональним підприємством. Ці додаткові функції включають управління відновлюваними природними ресурсами та збереження ландшафту та біорізноманіття.
З іншого боку, ЕП зосереджується на підходах, орієнтованих на послуги, і визначає функцію як надання послуг людям. Зокрема, ЕП стверджує, що люди та суспільство в цілому отримують вигоди від екосистем, які називаються екосистемними послугами. У сфері сталого сільського господарства послуги, які забезпечують екосистеми, включають запилення, ґрунтоутворення та кругообіг поживних речовин, які є необхідними функціями для виробництва продуктів харчування.

## Бар'єри

### Епістемічні бар'єри
Починаючи з Другої світової війни, домінуючі моделі сільського господарства у Сполучених Штатах і вся їх національна продовольча система характеризуються акцентом на грошову прибутковість за рахунок соціальної та екологічної цілісності.
У стійкому сільському господарстві зміни нижчих втрат ґрунтів та поживних речовин, поліпшення структури ґрунту і більш високі рівні корисних мікроорганізмів не є швидкими. Зміни не є безпосередньо очевидними для користувача при використанні сталого сільського господарства. Переваги звичайного сільського господарства легко видно — без бур'янів, шкідників тощо, і «процес екстерналізації» приховує тиск на ґрунти і екосистеми навколо них. Головною перешкодою для сталого сільського господарства є недостатнє знання про його переваги; багато з них невидимі, а тому вони часто невідомі.

### Географічні бар'єри
Не всі географічні регіони легко піддаються сталому сільському господарству. Хоча всі частини світу з людською популяцією потребують їжі для виживання, багато з цих місць розташовані в кліматі, що ускладнює виробництво продуктів харчування. У Нунавіку, що знаходиться на півночі Канади, було виявлено, що стійкий розвиток сільського господарства, необхідний для того, щоб забезпечити місцеве населення кращим харчуванням, буде важко отримати через ізоляцію регіону і його арктичний клімат. Сталий розвиток сільського господарства в регіонах, де ресурси є дефіцитними, може бути складним через обмеження виробничих можливостей району. Деяким районам не вистачає родючого ґрунту для вирощування сільськогосподарських культур, іншим не вистачає технології створення моделей сталого розвитку, а деякі не мають достатньої кількості води для вирощування сільськогосподарської продукції.

##### Рішення географічних бар'єрів
Технологічний прогрес останніх десятиліть дозволив отримати доступ до важкодоступних і засоби для розвитку сталого сільського господарства в деяких з них. Створення теплиць була ефективним методом подолання географічних бар'єрів у певних частинах світу. Наприклад, Непал впровадив теплиці у високих і гірських регіонах. Теплиці також використовувалися для забезпечення сталого сільського господарства у посушливому кліматі в таких місцях, як Африка та Мексика. Теплиці дозволяють підвищити продуктивність рослин через підвищену вологість, а також використовувати меншу кількість води, оскільки це закрита система.
Методи опріснення були розроблені для забезпечення більшого доступу до прісної води в районах, які історично мали обмежений доступ до неї. Процес знесолення перетворює солону воду в прісну воду і дозволить продовжувати полив сільськогосподарських культур без шкідливого впливу на водопостачання. Хоча опріснення може виявитися ефективним інструментом для забезпечення прісної води в районах, які потребують її для підтримки сільського господарства, для цього потрібні гроші та ресурси. Регіони Китаю розглядали великі масштаби знесолення, щоб збільшити доступ до води, але поточна вартість процесу опріснення зробить його недоцільним.

## Критика
Незважаючи на те, що більшість фермерів, з якими було проведено інтерв'ю, визнали, що відбувається зміна клімату; лише невеликий сегмент вважав, що це є наслідком діяльності людини. Небагато фермерів вважали, що питання зміни клімату є достатньо значним, щоб зменшити те, що його викликало. Деякі фермери були стурбовані тим, що запропонований план зменшення викидів вуглецю включить сільськогосподарський сектор у нього. Крім того, фермери були підозрілими щодо численних урядових заходів, розглядаючи їх як методи, якими уряд може покарати виробників. Зусилля, спрямовані на більш стійке сільське господарство, підтримуються у співтоваристві з питань сталого розвитку, однак вони часто розглядаються лише як кроки, а не як кінцева мета. Деякі передбачають створення справжньої стійкої стабільну економіку держави, яка може сильно відрізнятися від сьогоднішньої: значно зменшене споживання енергії, мінімальний екологічний слід, менше споживаних товарів, місцеві закупівлі з короткими ланцюгами постачання продуктів харчування, мало оброблених продуктів, більше домашніх і громадських садів тощо

### Книги
- Адаптивні системи землеробства / В.Гудзь, 2019. ISBN 978-617-673-274-7.
- Серія книг Sustainable agriculture reviews (Springer).
- Soil-plant-microbe interactions: An innovative approach towards improving soil health and plant growth. (pdf, epub) / Kumar, Upendra; Shelake, Rahul Mahadev; Singh, Rajni, (2023). Frontiers Media SA. ISBN 978-2-8325-1919-6.
- Nagothu Udaya Sekhar (2022). Climate Neutral and Resilient Farming Systems: Practical Solutions for Climate Mitigation and Adaptation (англ.) London: Routledge. ISBN 978-1-003-27317-2.
- Leal Filho, Walter; Kovaleva, Marina; Popkova, Elena G. (2022). Sustainable agriculture and food security. Cham. ISBN 978-3-030-98617-9.
- Lichtfouse, Eric; Goyal, Aakash (2015). Sustainable agriculture reviews. Cereals. Cham. ISBN 978-3-319-16988-0.
- Dore, J. (1997) Sustainability Indicators for Agriculture: Introductory Guide to Regional/National and On-farm Indicators, Rural Industries Research and Development Corporation, Australia.

### Журнали
- Renewable Agriculture and Food Systems
- Agroecology and Sustainable Food Systems
- Organic Agriculture
- Journal of Integrative Agriculture